# Головний Туркменський канал
Головний Туркменський канал — незавершений широкомасштабний проєкт обводнення і меліорації Туркменістану, який будувався в період з 1950 по 1955 рр. і був заморожений. Канал передбачалося провести від річки Амудар'ї до Красноводська древнім висохлим руслом Узбоя. Широко висвітлений у газетах початку 1950-х років, канал називався «Сталінським будівництвом століття» та «Втіленням сталінського плану перетворення природи».
У 1930 році почалося будівництво каналів для обводнення Туркменістану.
У 1929 році був побудований Бассага-Керкинський канал завдовжки 100 кілометрів по Келіфському Узбою в глиб південно-східних Каракумів. 1932 року почалися розробки проєкту відведення Амудар'ї до західного Туркменістану і до берегів Каспійського моря для зрошування земель. Проєкт підтримував гідролог В. Цинзерлінг, який оцінив об'єм водовіддачі в 17-35 кубічних кілометрів води, що за його оцінками не повинно було пошкодити господарству Узбекистану і екології Аральського моря.
Передбачалося заповнити озеро Сарикамиш і вилучити від 30 до 50 кубокілометрів на рік протягом 4-8 років. Цей варіант був схвалений Держпланом СРСР в 1932 році. У основу будівництва був покладений варіант проєкту Средазгіпровода. Канал мав стати другим за довжиною у світі. Його протяжність передбачалася понад 1200 кілометрів, починаючи від мису Тахіаташ, за 10 кілометрів від Нукуса і до Красноводська, проте скидання вод у Каспійське море не планувалося.
На трасі каналу планувалася система гребель, шлюзів, водосховищ, гідроелектростанцій, відвідних каналів і трубопроводів завдовжки понад тисячу кілометрів. На початку каналу будувалася величезна гребля в Тахіаташі, яка повинна була поєднуватися з гідроелектростанцією. У новий канал повинно було відводитися 25 % стоку Амудар'ї, рівень Аральського моря мав знизитись, а землі, що виникли при відступі моря, передбачалося використовувати в сільському господарстві. Згідно з розрахунками, мала знизитися й засоленість низовин Амудар'ї.
Метою каналу було бавовництво, освоєння нових земель у Каракалпакії та в Каракумах, а також судноплавство — від Волги до Амудар'ї.
Планувалося використання десяти тисяч самоскидів, бульдозерів, екскаваторів. Ширина каналу — понад сто метрів, глибина — 6-7 метрів. Проєктувалося довкола каналу 10 тисяч кілометрів магістральних і розподільних каналів, 2 тисячі водоймищ, 3 ГЕС по 100 тисяч кіловат.
Будівництво передбачалося закінчити до 1957 року.
Будівництво почалося після постанови Ради Міністрів у вересні 1950 року, його вело новостворене управління «Средазгіпрострой» МВС СРСР, що базувалося в Ургенчі, куди доходила залізниця.
З листопада 1950 року робітники приступили до будівництва таборів для ув'язнених на 2000 чоловік і перевалочних.
У грудні 1950 року було закладено нове місто Тахіаташ на мисі Тахіаташ, на якому раніше стояли два укриття від негоди для бурлаків. У місті почали будуватися два табори для ув'язнених по 1500 чоловік. У Тахіаташ надходили масові вантажі зі всієї країни; за спогадами, облік вантажів вели украй погано, значна частина вантажів викрадалася, не враховувалася або не використовувалася через погане складування. 1951 року було побудовано декілька таборів і господарських об'єктів. 15 червня 1952 року була відкрита залізниця Чарджоу — Ходжейлі і проведена залізниця до Тахіаташа. Створювалася інфраструктура для розвитку будівництва, організовувалися дослідницькі експедиції, підключалася авіація. Кількість працівників на будівництві оцінюється в 10 тис. осіб, з них більше половини складали ув'язнені.
У 1953 році, після смерті Сталіна, будівництво каналу було припинено, а потім заморожено. З 1954 року почалося будівництво Каракумського каналу завдовжки 1300 км.